# عين كهربائية
العين الكهربائية أو الخلية الكَهْرضوئية هي مستشعر ضوئي يستخدم للكشف عن إعاقة شعاع الضوء. مثال على ذلك هو نظام أمان الباب المستخدم في مفتح أبواب المرأب التي تستخدم جهاز إرسال ضوئي ومستقبل أسفل الباب لمنع الإغلاق إذا كان ثمة عائق في الطريق والذي يحجب شعاع الضوء. الجهاز لا يتيح صورة؛ بل يكشف وجود الضوء فقط. يمكن استخدام الضوء المرئي، لكن الأشعة تحت الحمراء تخفي تشغيل الجهاز وعادة ما تستخدم في الأنظمة الحديثة. استخدمت الأنظمة في بدايتها المصابيح التي تعمل بالتيار المستمر أو التيار المتردد لخط الطاقة، أما الأنظمة الحديثة فتستخدم ثنائي باعث الضوء بالأشعة تحت الحمراء المعدل عند بضعة كيلوهرتزات، ما يسمح للكاشف برفض الضوء الشارد وتحسين النطاق والحساسية والأمن من الجهاز.

## أمثلة
ومن الأمثلة عن استخدامها:
- عداد السيارات في الطريق السريع
- آلات التغليف
- مفتح الباب التلقائي
- المِنذار